# مسرحيات 2000 (مسرحية)
مسرحيات 2000، من إخراج نواف سالم الشمري، هي مسلسل كان يقدم على شكل مسرحيات وفي كل مسرحية قصة جديدة. سمي مسرحيات 2000 لأنه بدأ عرض في شاشات التلفاز مع نهاية وبداية 1999 / 2000 نسبة للألفيه الجديدة.
مثل فيه عدد من الممثلين مثل:
طارق العلي
انتصار الشراح
محمد الرشيد
زهرة عرفات
شعبان عباس
أحمد الشمري
أبو هلال
أحمد العونان
خالد العجيرب
إسماعيل سرور
محسن الشمري